# Kapteyn (Mondkrater)
Kapteyn ist ein Einschlagkrater am östlichen Rand der Mondvorderseite. Er liegt zwischen den Kratern Langrenus im Westen und La Pérouse im Osten.
Der runde Kraterrand ist mäßig erodiert mit Spuren von Rutschungen. Das Innere weist einen Zentralberg auf.
| Buchstabe | Position           | Durchmesser | Link |
| --------- | ------------------ | ----------- | ---- |
| A         | 14,14° S, 71,25° O | 31 km       |      |
| B         | 15,56° S, 70,96° O | 40 km       |      |
| C         | 13,34° S, 70,21° O | 44 km       |      |
| D         | 14,63° S, 70,52° O | 12 km       |      |
| E         | 8,83° S, 69,19° O  | 34 km       |      |
| F         | 14,44° S, 70,3° O  | 9 km        |      |
| K         | 13,09° S, 71,95° O | 7 km        |      |
| Z         | 11,21° S, 72,56° O | 7 km        |      |

Der Krater wurde 1964 von der IAU nach dem niederländischen Astronomen Jacobus C. Kapteyn offiziell benannt.